# أوليفيتو لوكانو
أوليفيتو لوكانو (بالإيطالية: Oliveto Lucano) هي بلدية في مقاطعة ماتيرا في إقليم بازيليكاتا الإيطالي.

## السكان
في سنة 1861 بلغ عدد السكان 1٬042 نسمة، وتطور العدد ليصل في سنة 2011 لـ 494 نسمة.
يظهر هذا المخطط البياني تطور النمو السكاني لـ أوليفيتو لوكانو